# Marlborough and Ramsbury Rural District
Marlborough and Ramsbury Rural District was van 1934 tot en met 1974 een landelijk district in het graafschap Wiltshire. Het district werd opgericht naar aanleiding van de Local Government Act 1929 door samenvoeging van een deel van Marlborough (municipal borough), Marlborough Rural District (met uitzondering van delen van de civil parishes van Mildenhall, North Savernake en Preshute) en Ramsbury Rural District en telde in 1961 9963 inwoners en een oppervlakte van 382 km². In 1974 werd het naar aanleiding van de Local Government Act 1972 opgeheven en met Devizes (municipal borough), Marlborough (municipal borough), Devizes Rural District en Pewsey Rural District samengevoegd in het nieuwe district Kennet.

## Bestuurlijke indeling
De volgende civil parishes maakten deel uit van Marlborough and Ramsbury Rural District:
- Aldbourne
- Avebury
- Baydon
- Berwick Bassett
- Broad Hinton
- Buttermere
- Chilton Foliat
- East Kennett
- Froxfield
- Fyfield
- Grafton
- Great Bedwyn
- Ham
- Little Bedwyn
- Mildenhall
- Ogbourne St. Andrew
- Ogbourne St. George
- Preshute
- Ramsbury
- Savernake
- Shalbourne
- Tidcombe and Fosbury
- West Overton
- Winterbourne Bassett
- Winterbourne Monkton